# Piotr Łaszkiewicz
Piotr Łaszkiewicz (ur. 13 sierpnia 1892 w Wiercieliszkach, zm. ?) – podpułkownik piechoty Wojska Polskiego, kawaler Orderu Virtuti Militari.

## Życiorys
Urodził się w Wiercieliszkach, w rodzinie Adama. Do Wojska Polskiego został przyjęty z byłych Korpusów Wschodnich i byłej armii rosyjskiej z zatwierdzeniem posiadanego stopnia porucznika. Służył w 15 Pułku Piechoty „Wilków”. 3 maja 1926 został mianowany majorem ze starszeństwem z 1 lipca 1925 roku i 58. lokatą w korpusie oficerów piechoty. Był wówczas przydzielony do Komendy Miasta Dęblin. W październiku tego roku wrócił do macierzystego pułku na stanowisko dowódcy I batalionu. Później został przesunięty na stanowisko dowódcy III batalionu. 
W listopadzie 1928 został przeniesiony do 1 Pułku Piechoty Legionów w Wilnie na stanowisko komendanta składnicy wojennej. W marcu 1930 został przesunięty na stanowisko dowódcy batalionu, a w październiku 1931 na stanowisko kwatermistrza. W kwietniu 1935 został przeniesiony do Powiatowej Komendy Uzupełnień Wilno Miasto celem odbycia praktyki poborowej. W sierpniu tego roku został zatwierdzony na stanowisku komendanta PKU Wilno. 1 września 1938 dowodzona przez niego jednostka została przemianowana na Komendę Rejonu Uzupełnień Wilno Miasto, a zajmowane przez niego stanowisko otrzymało nazwę „komendant rejonu uzupełnień”. Obowiązki komendanta pełnił w następnym roku. Na stopień podpułkownika został mianowany ze starszeństwem z 19 marca 1939 i 3. lokatą w korpusie oficerów piechoty.

## Ordery i odznaczenia
- Krzyż Srebrny Orderu Wojskowego Virtuti Militari nr 4499 (1921)[15]
- Krzyż Walecznych (dwukrotnie)[16]
- Złoty Krzyż Zasługi (19 marca 1935)[17][14]
- Medal Niepodległości (19 czerwca 1938)[18]
- Medal Międzysojuszniczy „Médaille Interalliée”[19]